# NGC 2230
NGC 2230 è una galassia ellittica di tipo Hubble E/S0 nella costellazione del Dorado nell'emisfero australe. Si stima che si trovi a 352 milioni di anni luce dalla Via Lattea e abbia un diametro di circa 125.000 anni luce.
Insieme a NGC 2229 e NGC 2233, forma un trio di galassie gravitazionalmente interagenti.
Nella stessa area celeste si trovano, tra le altre, le galassie NGC 2228 e NGC 2235.

## Scoperta
La galassia è stata scoperta il 30 novembre 1834 dall'astronomo britannico John Herschel.